# Starhembergpalais (Znojmo)

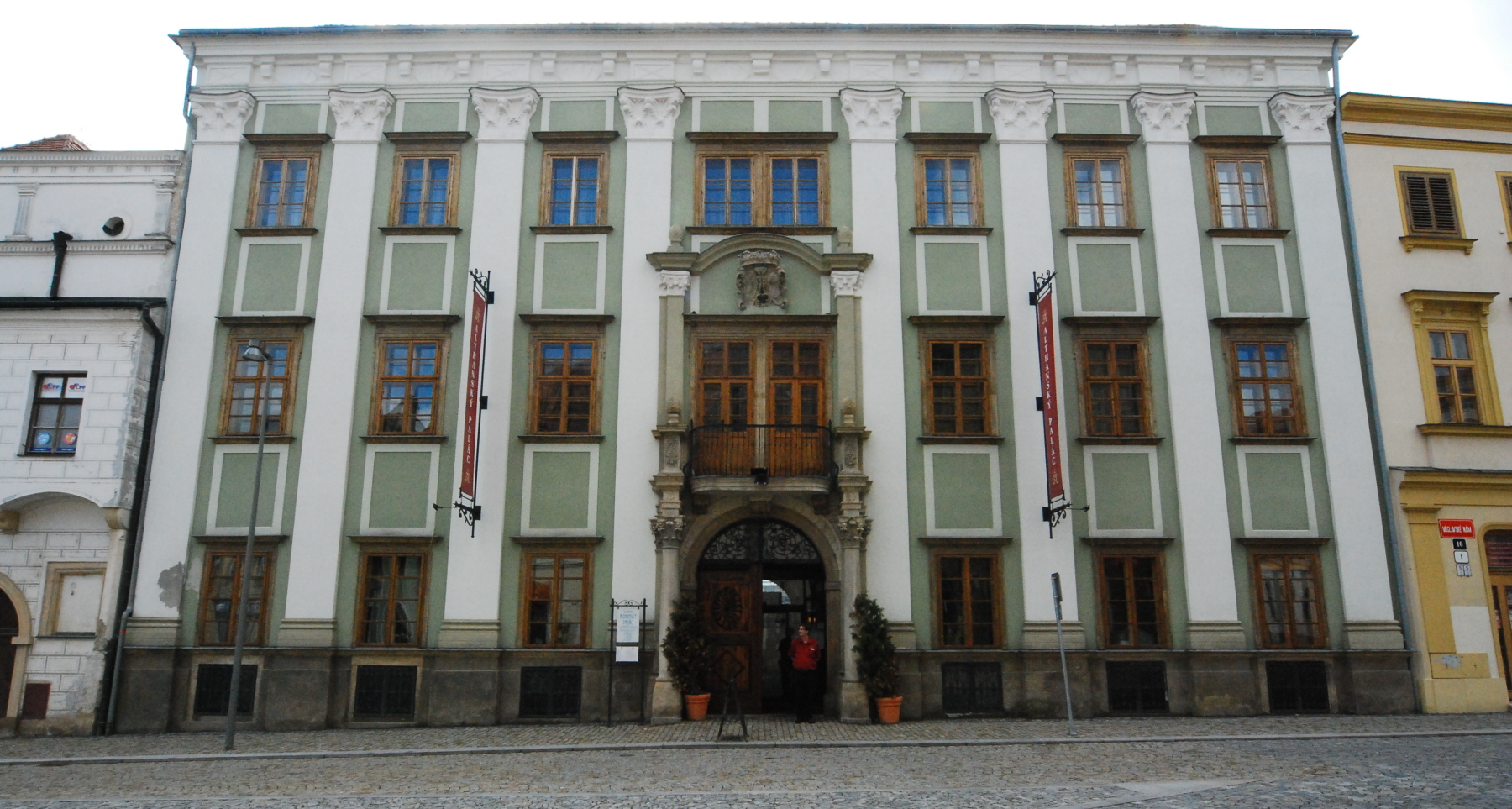
Starhembergpalais – „Palais Althann“

Das in Znojmo am Übergang vom Horny náměstí (Oberer Platz) zum Václavské náměstí (Wenzelsplatz) befindliche Starhembergpalais (Starhemberský palác) wird fälschlicherweise immer wieder mit der Familie Althann, den Besitzern von Schloss Frain an der Thaya, in Verbindung gebracht und als Althann-Palais (Althanský palác) bezeichnet.

## Geschichte
Am Standort des Palastes befanden sich ursprünglich zwei Bürgerhäuser, welche nach 1620 von Karl Anton Graf von Braida, einem kaiserlichen Geheimrat, als Wohnsitz erworben wurden. 1666 gingen die beiden Häuser in das Eigentum von Maximilian Lorenz von Starhemberg und seiner Frau Dorota Polyxena von Scherffenberg über. Durch einen Neubau der beiden Gebäude entstand ein frühbarocker Palast. Nach dem Tod von Dorota Polyxena im Jahr 1713 wechselte das Bauwerk zunächst testamentarisch in den Besitz von Gräfin Josepha von Dietrichstein, geborene von Wlassin über, von der das Starhemberg-Palais (Starhemberský palác) noch im gleichen Jahr von der Wiener Hofkammer erworben wurde, die hier zunächst ein Salzamt einrichtete. Auch später wurde das Bauwerk als Verwaltungsgebäude genutzt, in der Zwischenkriegszeit beispielsweise als Bezirkshauptmannschaft.
Nach dem Jahr 2000 wurde der Starhemberg-Palais renoviert und in ein Hotel umgebaut.
Zwischen Dezember 1631 und April 1632 wohnte hier Albrecht Wenzel Eusebius von Waldstein. Hier wurden Anfang Dezember 1631 die entscheidenden Verhandlungen zwischen einem Gesandten Kaiser Ferdinands II. und Wallenstein geführt, die in die (Wieder-)Berufung des Feldherrn in kaiserliche Dienste mündeten. Von hier aus bereitete er die Reorganisation und erhebliche Vergrößerung des kaiserlichen Heeres vor, um den bis tief nach Süddeutschland eingedrungenen Schwedenkönig Gustav Adolf zu vertreiben.
Anlässlich der Rückreise aus Prag von der Krönung zum König von Böhmen Ende November 1723 residierten hier Karl VI.; Kaiserin Elisabeth Christine sowie Maria Theresia und eine ihrer Schwestern. Um den Majestäten zusätzlichen Platz zu verschaffen, ließ der Kreishauptmann Graf de Souches die Mauern zu den Nachbarhäusern durchbrechen. Während dieses Aufenthalts kam es zur ersten urkundlich belegten Opernaufführung in Znaim sowie zum Besuch mehrerer Messen in der Kirche des Kapuzinerklosters durch die kaiserliche Familie.